# عبدي حسن محمد
عبدي حسن محمد "حِجَار" (بالصومالية: Cabdi Xasan Maxamed Xijaar)‏ القائد السابق لقوة الشرطة الصومالية وضابط سابق في الجيش الوطني الصومالي.

## حياته المهنية
ولد حِجَار في محافظة سول عام 1953. لأسرة تنحدر من عشيرة عمر وعيس، إحدى عشائر قبيلة طلبهنتي، أكمل تعليمه الابتدائي في محافظة بنادر، وتخرج من الجامعة الوطنية الصومالية عام 1975.
وفي عام 1977 انضم حِجار إلى الجيش الوطني الصومالي وتلقى تدريبه الأول في أكاديمية الجنرال داود وبحسب وكالة الأنباء الصومالية سونا، فقد تلقى تدريبات عسكرية على يد قوات الكوماندوز في الولايات المتحدة وألمانيا وعمل مدربا عسكريا في أكاديمية عسكرية محلية. في أعقاب الحرب الأهلية الصومالية، عُيّن مديرًا لوكالة الهجرة والجنسية الصومالية.
عُيّن الجنرال عبدي حسن محمد قنصلًا للصومال في جيبوتي عام 1989. وقاد الجيش الوطني الصومالي في الفترة ما بين 2007 و 2008، ثُم عُيّن ملحقا عسكريا بسفارة الصومال في المملكة العربية السعودية وشغل المنصب بين عامي 2008 و2019.
في أبريل عام 2019 عُين حِجَار نائبًا لقائد الجيش الوطني الصومالي، وفي 22 أغسطس 2019، عُين قائدًا لقوات الشرطة الصومالية.
في يناير 2023، أصدر مجلس وزراء الصومال قرار بتعيين العميد سُلٌب أحمد فِرِن في منصب قائد قوات الشرطة خلفا للواء حِجار، وأدى القائد الجديد اليمين الدستورية في حفل أقيم في أكاديمية الشرطة العامة كاهيي في العاصمة الصومالية مقديشو في الرابع من فبراير 2023.